# (10070) Liuzongli
(10070) Liuzongli (1989 CB8) – planetoida z pasa głównego asteroid okrążająca Słońce w ciągu 3,4 lat w średniej odległości 2,26 j.a. Odkryta 7 lutego 1989 roku.